# DRG 44 sorozat
A DRG 44 sorozat egy német 1E tengelyelrendezésű szerkocsis gőzmozdonysorozat volt. 1926 és 1949 között összesen 1989 db-ot gyártottak belőle. A sorozat egyik tagja a Bahnpark Augsburgban található.